# Malolos
Malolos (ufficialmente Malolos City) è una città componente delle Filippine, capoluogo della Provincia di Bulacan, nella Regione del Luzon Centrale.
Malolos è formata da 51 baranggay:
- Anilao
- Atlag
- Babatnin
- Bagna
- Bagong Bayan
- Balayong
- Balite
- Bangkal
- Barihan
- Bulihan
- Bungahan
- Caingin
- Calero
- Caliligawan
- Canalate
- Caniogan
- Catmon

- Cofradia
- Dakila
- Guinhawa
- Ligas
- Liyang
- Longos
- Look 1st
- Look 2nd
- Lugam
- Mabolo
- Mambog
- Masile
- Matimbo
- Mojon
- Namayan
- Niugan
- Pamarawan

- Panasahan
- Pinagbakahan
- San Agustin
- San Gabriel
- San Juan
- San Pablo
- San Vicente (Pob.)
- Santiago
- Santisima Trinidad
- Santo Cristo
- Santo Niño (Pob.)
- Santo Rosario (Pob.)
- Santol
- Sumapang Bata
- Sumapang Matanda
- Taal
- Tikay